# Championnat de Midi-Pyrénées de cross-country
Le Championnat de Midi-Pyrénées de cross-country est la compétition annuelle de cross-country désignant le champion de la ligue de Midi-Pyrénées de la discipline. Il est qualificatif pour le Championnat d'Occitanie de cross-country.

## Palmarès cross long hommes
- 2002 à Castres : Christophe Compagnon
- 2003 à Tarbes : Mohammed Boucif
- 2004 à Moissac : Benjamin Bellamy
- 2005 à Castres : Mohammed Boucif
- 2006 à Anglet : Yannick Kerloch
- 2007 à Gourdon : Pierre-laurent Viguier
- 2008 à Montréjeau : Cédric Pélissier
- 2009 à Lavaur : Benjamin Bellamy
- 2010 à Rodez : Benjamin Bellamy
- 2011 à Castres : Romain Courcières
- 2012 à Plaisance du Touch : Cédric Pélissier
- 2013 à Montauban : Romain Courcières
- 2014 à Rodez : Romain Courcières
- 2015 à Castres: Benjamin Bellamy
- 2016 à Colomiers : Grégory Bé
- 2018 : Mathieu Brulet
- 2019 : Amin Boukebal
- 2020 : Aziz Boukebal

## Palmarès cross long femmes
- 2002 à Castres : Mireille Lonjou
- 2003 à Tarbes : Isabelle Guillot
- 2004 à Moissac : Anne-Laure Vidal
- 2005 à Castres : Ninon Mare
- 2006 à Anglet : Delphine Ader
- 2007 à Gourdon : Saadia Bourgailh-Haddioui
- 2008 à Montréjeau : Houria Frechou
- 2009 à Lavaur : Houria Frechou
- 2010 à Rodez : Sophie Mazenc
- 2011 à Castres : Sophie Mazenc
- 2012 à Plaisance du Touch : Sophie Mazenc
- 2013 à Montauban : Sophie Duarte
- 2014 à Rodez : Nawal Pinna
- 2015 à Castres : Mathilde Sagnes
- 2016 à Colomiers : Mathilde Sagnes
- 2018 : Khadija Boudjellouli
- 2019 : Khadija Boudjellouli
- 2020 : Mathilde Sagnes